# Dorivaldo Becca
Dorivaldo Becca (San Paolo, 9 ottobre 1941) è un ex calciatore brasiliano, di ruolo difensore.

## Carriera
Dopo aver giocato con il Portuguesa tra il 1960 ed il 1967, si trasferisce in Canada per giocare nei Toronto Falcons, con cui ottiene il quarto posto nella Western Division della NPSL 1967.
Terminata l'esperienza con i Falcons si trasferisce nell'El Salvador per giocare nel FAS.
Nel 1977 è nella rosa dei brasiliani del CSA con cui nel secondo turno della III Copa Brasil ottiene il quinto posto del Gruppo J.
Nel 1979 è all'Itabaiana con cui nel secondo turno della V Copa Brasil ottiene l'ottavo posto del Gruppo N. L'anno seguente ottiene l'ottavo posto del Gruppo C del primo turno.
Nel 1981 ritorna al Portuguesa ottenendo nel secondo turno il terzo posto del Gruppo G della Taça de Ouro 1981.

## Palmarès

### Club

#### Competizioni statali
- Campionato Sergipano: 2

Itabaiana: 1979, 1980